# A Guerra da Elevação
A Guerra da Elevação ou, em inglês, The Uplift War, é um livro de ficção científica escrito em 1987 por David Brin. Este livro é o terceiro passado no Universo Uplift (precedido por Startide Rising, seguido por Brightness Reef).
A história se passa no planeta Garth, colonizado por humanos e chimpanzés, que é invadido pelos Gubru, uma raça alienígena semelhante a aves. Esta invasão foi motivada pela descoberta feita pela espaçonave Streaker.